# Libouň
Libouň je vesnice v okrese Benešov, která je součástí obce Zvěstov. Nachází se cca 2 km na východ od Zvěstova. Je zde evidováno 47 adres. Protéká tudy Strašický potok, který je levostranným přítokem řeky Blanice.

## Historie
První písemná zmínka o vesnici pochází z roku 1352.
Ves Libouň patřívala ode dávna klášteru Louňovskému. Ve 14. století tu byl farní kostel k němuž opatové Želivští jmenovali kněze, Nějaký čas seděli na Libouňské tvrzi (1382) Ondřej Roháč z Dubé a jeho bratr Beneš řečený Libuň. Snad měli Libouň pronajatou od kláštera. Držitelem nápravy byl Jan Strýček (1411) Před počátkem husitských válek seděl na Libouni Boreš. Když byl vypálen Louňovický klášter uchýlil se do Vlašimi, když bylo příměří vrátil se do Libouně. Husité se vrátili tvrz vypálili a Boreše zabili. Libouň pak sdílela osudy Louňovického zboží k němuž až do roku 1652 patřila.

## Pamětihodnosti
- Zámek Libouň
- Kostel svatého Václava – románská rotunda z konce 12. století.[4]
- Dvě památné lípy se sochou svatého Jana Nepomuckého
- Výklenková kaplička sv. Václava.

## Galerie

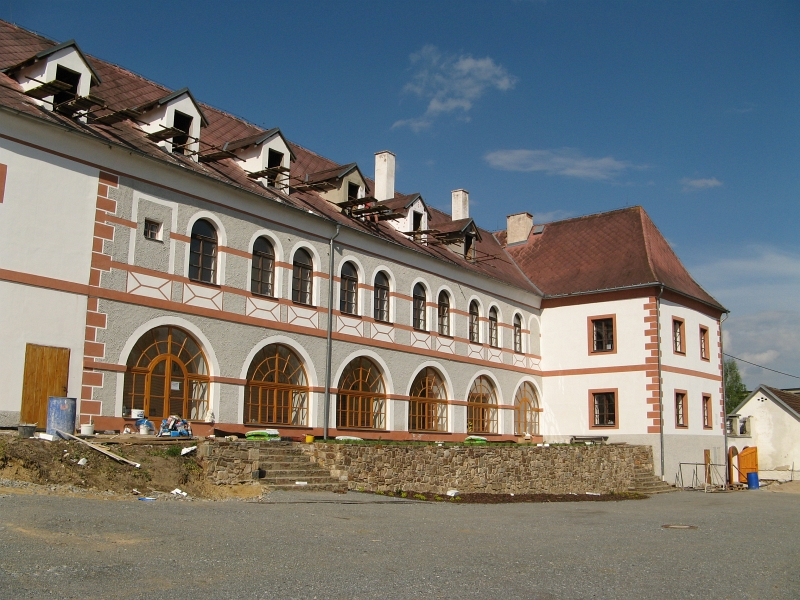
Zámek
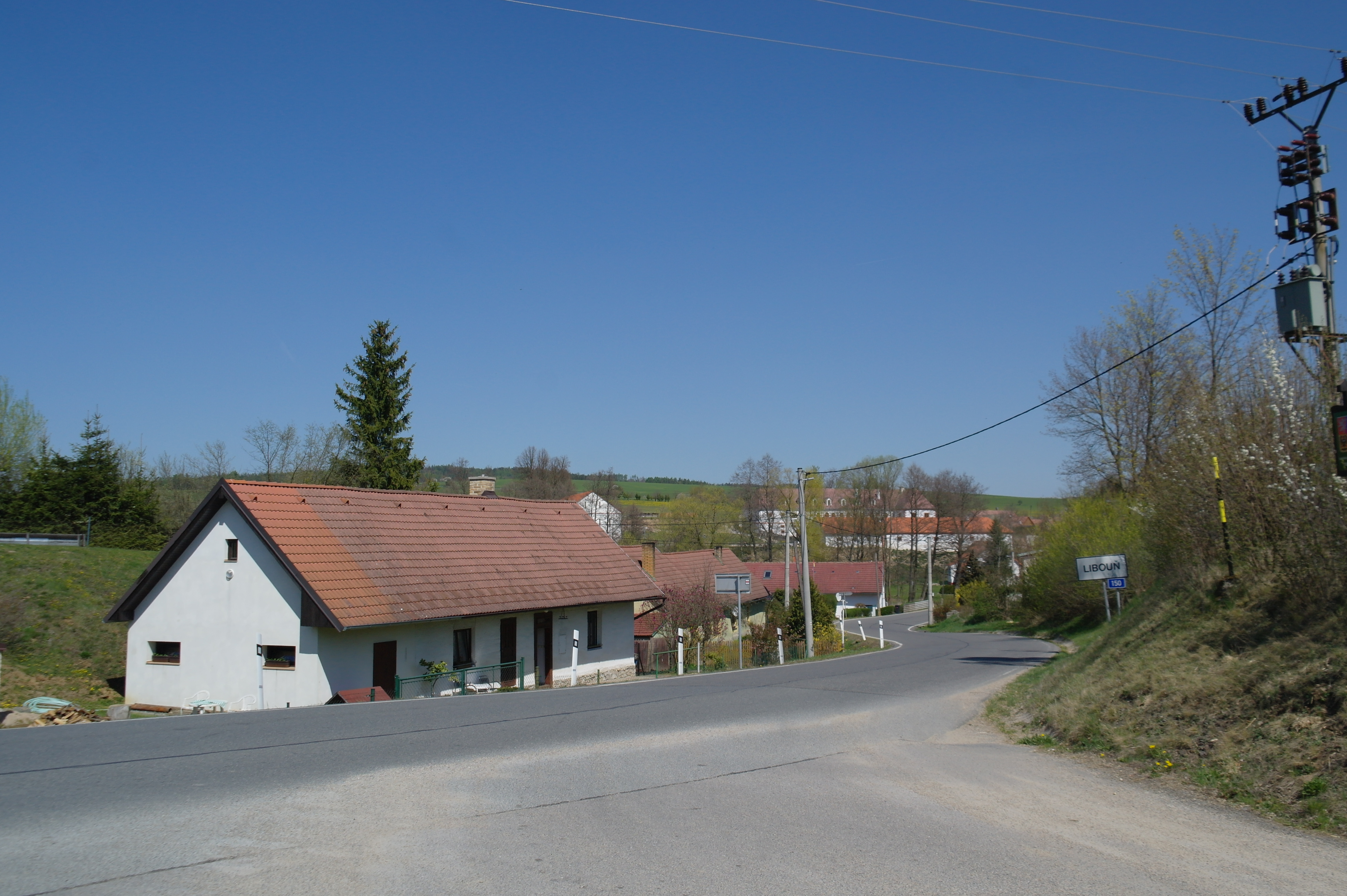
Silnice
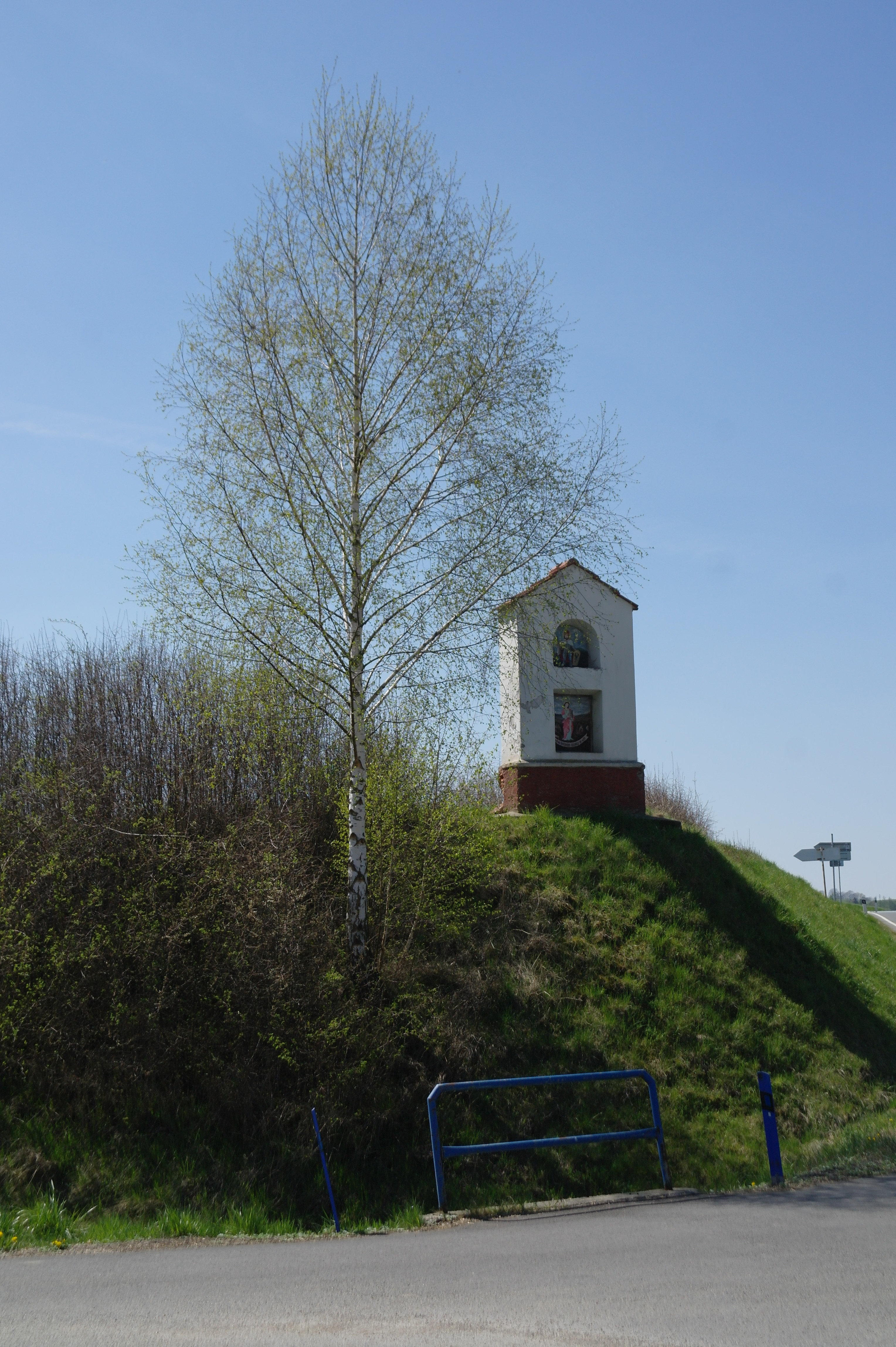
Výklenková kaplička
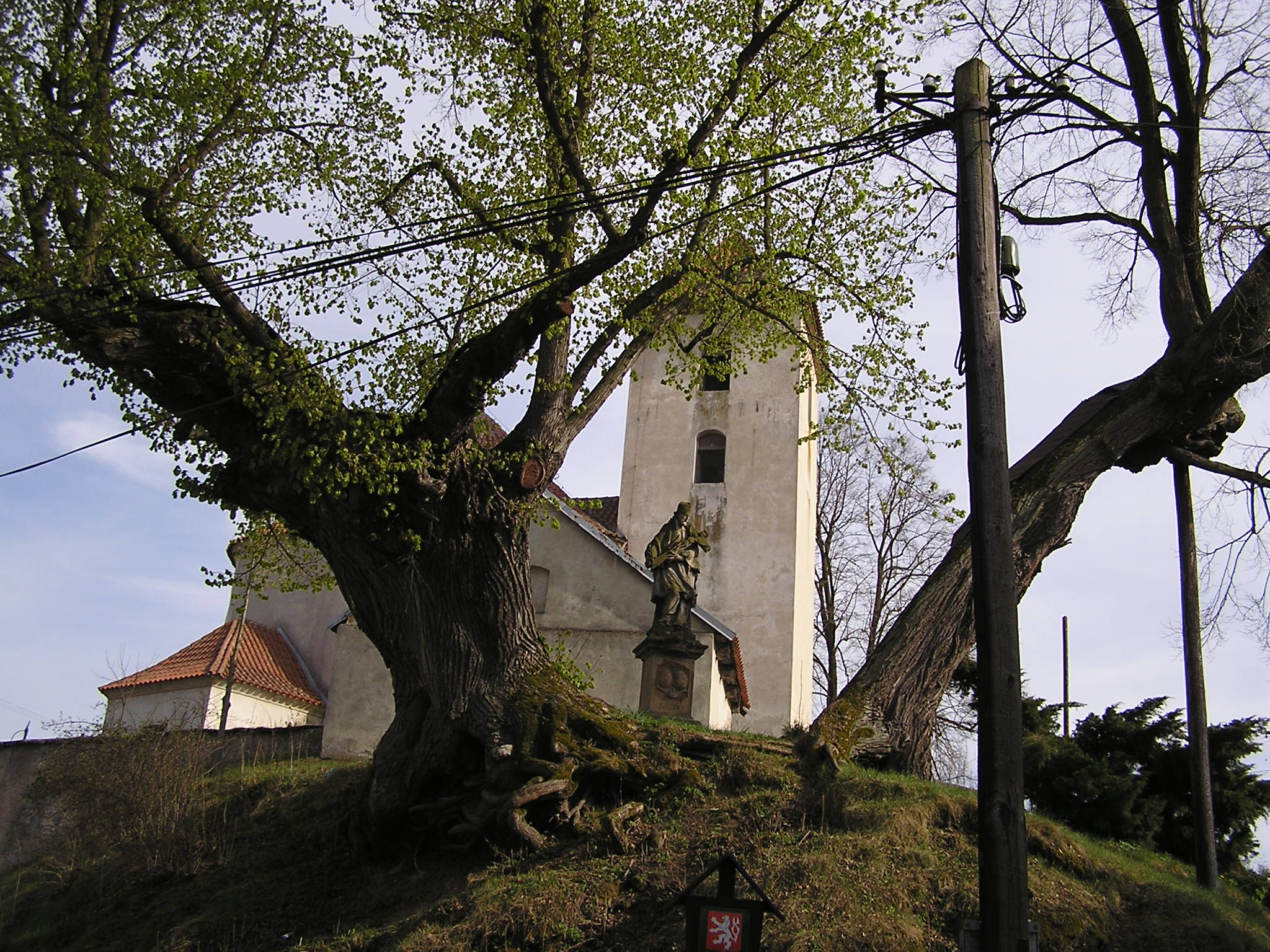
Památné lípy
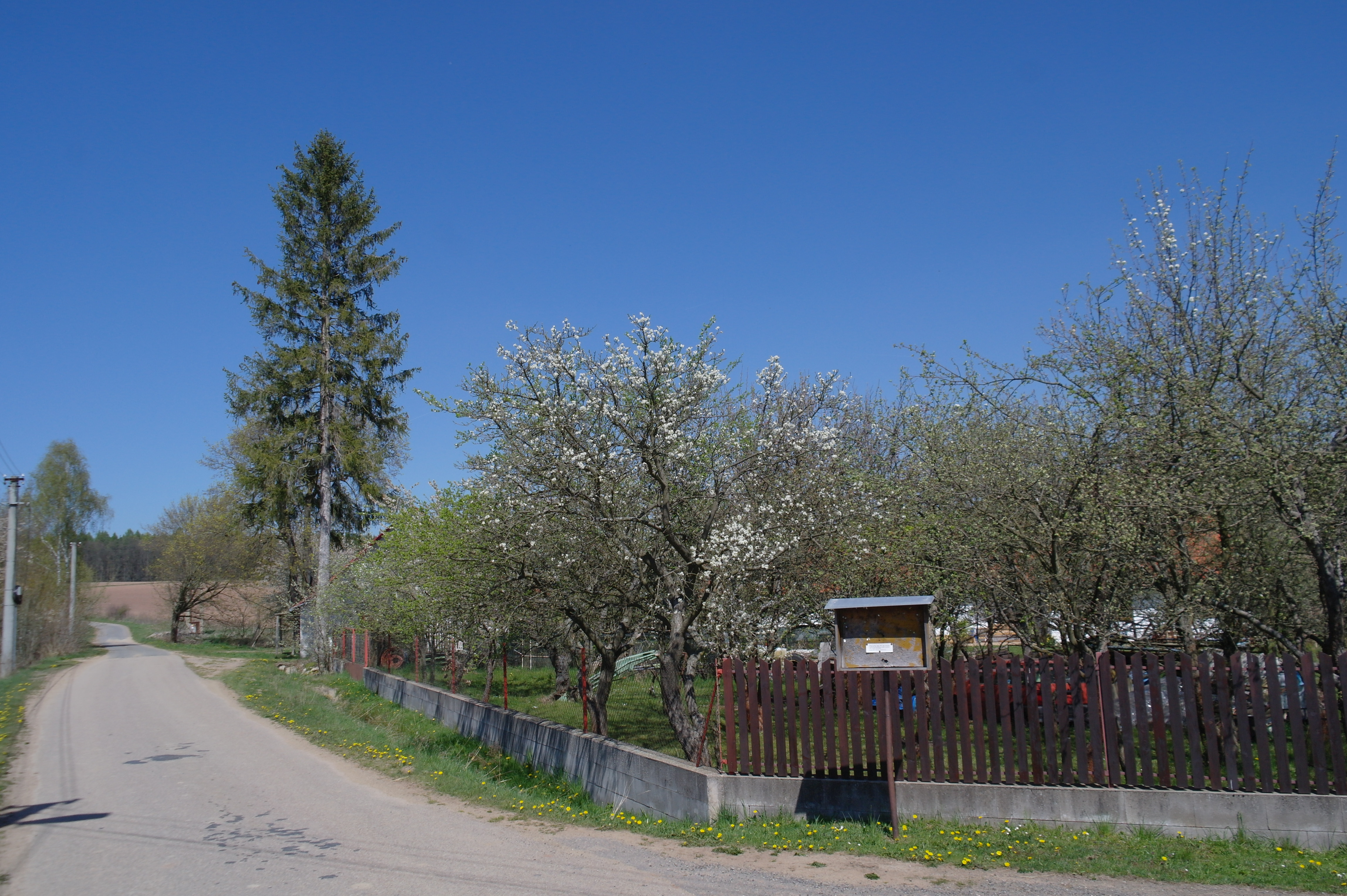
Jarní zahrada